# Карачієвецька сільська рада
Карачієве́цька сільська́ ра́да — адміністративно-територіальна одиниця та орган місцевого самоврядування в Віньковецькому районі Хмельницької області. Адміністративний центр — село Карачіївці.

## Загальні відомості
Карачієвецька сільська рада утворена в 1923 році.
- Територія ради: 48,411 км²
- Населення ради: 1 628 осіб (станом на 2001 рік)
- Територією ради протікає річка Калюс

## Населені пункти
Сільській раді були підпорядковані населені пункти:
- с. Карачіївці
- с. Бистриця
- с. Калюсик
- с. Майдан-Карачієвецький

## Склад ради
Рада складалася з 14 депутатів та голови.
- Голова ради: Ящук Віктор Володимирович
- Секретар ради: Миронова Лідія Остапівна

### Керівний склад попередніх скликань
| Прізвище, ім'я, по батькові | Основні відомості                                                                     | Дата обрання | Дата звільнення |
| --------------------------- | ------------------------------------------------------------------------------------- | ------------ | --------------- |
| Лисак Володимир Михайлович  | Сільський голова, 1956 року народження, член Всеукраїнського об'єднання «Батьківщина» | 26.03.2006   | 31.10.2010      |
| Ящук Віктор Володимирович   | Сільський голова, 1985 року народження, освіта вища, член Партії регіонів             | 31.10.2010   |                 |

Примітка: таблиця складена за даними сайту Верховної Ради України

### Депутати
За результатами місцевих виборів 2010 року депутатами ради стали:

#### За суб'єктами висування
| Суб'єкт висування            | Кількість обраних депутатів | %    |
| ---------------------------- | --------------------------- | ---- |
| Партія регіонів              | 5                           | 35,7 |
| Самовисування                | 5                           | 35,7 |
| Народна партія               | 2                           | 14,3 |
| Комуністична партія України  | 1                           | 7,1  |
| Соціалістична партія України | 1                           | 7,1  |

#### За округами
| № округу                     | Прізвище, ім'я, по батькові     | Дата визнання обраним | Освіта  | Партійна приналежність                        | Відомості про обраного депутата                                |
| ---------------------------- | ------------------------------- | --------------------- | ------- | --------------------------------------------- | -------------------------------------------------------------- |
| Комуністична партія України  |                                 |                       |         |                                               |                                                                |
| 6                            | Данілов Володимир Павлович      | 03.11.2010            | середня | позапартійний                                 | тимчасово не працює                                            |
| Народна Партія               |                                 |                       |         |                                               |                                                                |
| 4                            | Боднар Олександр Миколайович    | 03.11.2010            | вища    | член Народної партії                          | Калюсецька загальноосвітня школа, вчитель                      |
| 10                           | Пронь Валентина Миколаївна      | 03.11.2010            | вища    | член Народної партії                          | Карачієвецька загальноосвітня школа, вчитель                   |
| Партія регіонів              |                                 |                       |         |                                               |                                                                |
| 2                            | Сьомко Валентина Василівна      | 03.11.2010            | вища    | член Партії регіонів                          | Сільський будинок культури, завідувач                          |
| 8                            | Миронова Лідія Остапівна        | 03.11.2010            | вища    | позапартійна                                  | Карачієвецька сільська рада, секретар                          |
| 9                            | Явтушинська Наталія Анатоліївна | 03.11.2010            | середня | член Партії регіонів                          | ЗАТ «Віньківці сирзавод», приймальниця молока                  |
| 12                           | Яцева Оксана Володимирівна      | 03.11.2010            | вища    | член Партії регіонів                          | Карачієвецький фельдшерсько-акушерський пункт, фельдшер-акушер |
| 13                           | Корабель Іван Іванович          | 03.11.2010            | середня | член Партії регіонів                          | тимчасово не працює                                            |
| Соціалістична партія України |                                 |                       |         |                                               |                                                                |
| 1                            | Томак Микола Іванович           | 03.11.2010            | вища    | позапартійний                                 | тимчасово не працює                                            |
| Самовисування                |                                 |                       |         |                                               |                                                                |
| 3                            | Пиріжок Олексій Васильович      | 03.11.2010            | середня | член Всеукраїнського об'єднання «Батьківщина» | Калюсецька загальноосвітня школа, водій                        |
| 5                            | Мазур Валер'ян Петрович         | 03.11.2010            | вища    | позапартійний                                 | тимчасово не працює                                            |
| 7                            | Чистякова Марусина Василівна    | 03.11.2010            | середня | позапартійна                                  | ТОВ «СТІОМІ — Холдінг», робоча                                 |
| 11                           | Бурковська Надія Анатоліївна    | 03.11.2010            | вища    | позапартійна                                  | Карачієвецька бібліотека, завідувачка                          |
| 14                           | Пронишин Віктор Іванович        | 03.11.2010            | вища    | позапартійний                                 | тимчасово не працює                                            |